# ジャン＝バティスト・トレヤール

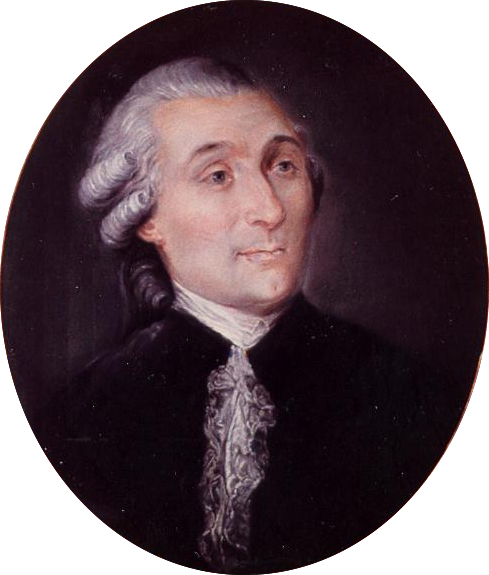
ジャン＝バティスト・トレヤール

ジャン＝バティスト・トレヤール（フランス語: Jean Baptiste Treilhard、1742年1月3日 – 1810年12月1日）は、フランス革命期の政治家。

## 略歴
1742年、コレーズ県ブリーヴ＝ラ＝ガイヤルドで生まれた。パリの高等法院で弁護士として名声を得た。
1789年の三部会で第三身分の代表の1人に選ばれ、同年の憲法制定国民議会ではカトリック教会の再編（聖職者民事基本法）、特に教会財産国有化の議論で自身の能力を示した。1791年の立法議会には被選挙権がなく、代わりにパリ刑事裁判所の首席裁判官に就任したが、弱腰な態度で評価が低かった。
1792年に国民公会が成立するとセーヌ＝エ＝オワーズ県代表として議員に当選し、ジロンド派の一員となった。1792年12月27日には国民公会の議長に就任、1793年1月に元国王ルイ16世の死刑に賛成票を投じた。同年には公安委員会の委員にも就任した。
1795年に総裁政府が成立すると五百人会の議員になり、共和暦4年雪月（1795年12月22日 – 1796年1月23日）には議長も務めた。このほか、破毀院の裁判官を務め、1797年のラシュタット会議でフランス代表を務めた（のちに帰国してジャン・ドブリが後任となった）。
1798年にフランス総裁の1人に就任したが、1799年のプレリアール30日のクーデターで就任を無効にされた。同年のブリュメール18日のクーデターの後、パリ控訴院の首席裁判官に就任、フランス民法典、フランス商法典、フランス治罪法典、フランス刑法典の起草に関わった。1808年に伯爵に叙され、1809年には国務院入りを果たした。
1810年12月1日に死去した。